# スペイン陸軍
スペイン陸軍（スペイン語：Ejército de Tierra de España）は、スペインの陸軍である。

## 歴史
スペイン陸軍は15世紀のレコンキスタの終結後、アラゴン王フェルナンド2世とカスティーリャ女王イサベル1世（カトリック両王）の支配以来、連続的に存在する。スペインの陸海空の3軍の中でもっとも古く、もっとも規模が大きい。その任務はスペイン本土、バレアレス諸島、カナリア諸島、メリリャ、セウタの防衛、NATO加盟国としての義務の遂行、災害派遣や民生活動等による国民保護、国際平和活動への参加である。

### 第三次リーフ戦争
欧州の主要国の中でスペインは二度の世界大戦に唯一参加しなかった。そのうち第一次世界大戦については外交上の利害関係や、折からの工業力不足による軍の弱体化を危惧してのことであった。大規模な戦争に不参加であったことは、スペイン陸軍の作戦研究に深刻な打撃を与えた。その象徴ともいうべき事件が第三次リーフ戦争である。
同戦争は北アフリカに居住するリーフ族（ベルベル人の一部族であった）の居住区に、2万5000名のスペイン軍が侵攻を開始したことに端を発している。米西戦争などで海外領土を失い続けていたスペイン王アルフォンソ13世は、自国の威信を保つためにもモロッコ地方の統治を強化しており、その一環として野放しになっていた小部族の支配に乗り出したのである。リーフ族長アブド・アル・クリムはスペイン軍に警告を下すが、わずかに3000名しか動員できなかったリーフ族を過小評価したスペイン軍はアメクラン川を渡河し、首都アンワールへと進軍する。だが砂漠の奥地に進軍したスペイン軍は、アブド・アル・クリム自ら率いる数百名の兵団に後方の拠点を次々と奪還され、補給不足に陥ってしまう。スペイン軍は首都攻略を後回しにして2度に亘る大規模な突破部隊を差し向けるも、リーフ族が築いた塹壕の前に損害だけを出して撃退された。第一次世界大戦に無関心だったスペインは、塹壕の価値を半ば理解していなかったのである。この時点で1万人近いスペイン兵が失われていたが、リーフ兵はわずかに30名の戦死者しか出していなかった。
補給を失ったスペイン軍1万5千名はアンワールを諦めて退却を開始するが、道中でリーフ軍の攻撃を受けたことから退却は敗走へと代わり、やがて隊伍を乱しての壊走となった。この戦いで無事に本国へ逃げ帰れたスペイン兵士はわずかに半数程度で、1万2千名の戦死･戦傷者と数百名の捕虜を出し、指揮官のシルベストレ将軍も退却中に行方不明となった。対するリーフ軍の死者は100人足らずであったという。このアンワールの戦いでの敗因は、スペイン軍の装備が工業力の不足により陳腐化していたことに加え、給与の問題などから兵士たちの士気や錬度が著しく悪化していたことが挙げられる。また、陸軍が現代的な戦争に対して全く無知であったことも致命傷となった。
予想以上の圧勝を前に、勢い付いた3000名のリーフ軍は逆に侵攻を開始、スペイン領モロッコの東部を占領してスペイン軍の総司令部のあるメリリャ市へと迫る。瀬戸際に追い詰められたスペイン軍は、敗残兵の再編や本国からの増援の派遣はもちろん、外人部隊や民兵部隊までもを掻き集めて抵抗した。空軍の大規模な支援も始まり、数万人のスペイン軍は辛うじてリーフ軍のメリリャ攻略を防いだ。だが進軍を止めるので精一杯のスペイン軍に、奪われた領土を取り戻す気力は残されていなかった。スペイン国内では和平派と抗戦派が内乱寸前まで対立し、最終的に和平派のプリモ・デ・リベラ将軍が軍事政権を敷いて混乱収拾に乗り出し、独立を宣言していたリーフ共和国と講和を進め始める。しかし途中で強硬派に転じたデ・リベラは、地中海の不安定化を嫌った隣国フランスの支援を受けて反撃を開始する。スペイン軍も信頼性の低いスペイン人兵士に代わり、外人部隊やベルベル人傭兵を軍の主力に据え、リーフ兵と互角に戦いうる錬度を得ようと試みていた。さらにフランス軍の支援で戦車の投入も開始するなどの努力もあり、一時的にリーフ軍の撃退に成功した。
しかし一方のリーフ共和国も、他のベルベル人部族を統合して軍備を強化しており、またモロッコ西部の諸部族もスペインに反旗を翻してリーフ側に付いたことで、その戦力は7万名にまで膨れ上がっていた。リーフ軍の攻勢が始まるとスペイン軍は再び敗北を重ね、シャウエンの戦いで大敗を喫して1万2000名の被害を出して敗走した。スペイン軍にとって退却を行うことすら、迫り来るリーフ軍の前には難事で、40台の輸送トラックの車列が伏兵によって一気に破壊されるケースもあった。それでもスペイン軍は3万名の残存に成功し、この功績から指揮官であったフランシスコ・フランコが少佐に昇進している。
スペイン軍の不甲斐ない戦いに、自国の北アフリカ領まで戦火が飛び火するのではないかと危惧したフランス政府は、自軍の直接介入を決断する。とはいえ当初は一部部隊を越境させただけで自国領内との国境地帯を占拠するのみと、全面的な軍事介入は控えていた。しかしリーフ軍が補給を巡っての戦いで若干の被害をフランス軍に与えたことで、これが逆にフランス軍の本格的な参戦を招く結果となる。フランスは仏領モロッコの駐留軍全体6万名に加え、ライン川に展開する本国軍から10万人を抽出した16万の大軍をもって進軍を開始、総指揮官には第一次世界大戦の英雄フィリップ・ペタン元帥が就任した。名将ペタン率いるフランス軍はリーフ軍を圧倒し、これに呼応したスペイン軍も毒ガスを使用しての大攻勢でリーフ軍を破りアンワールを占領する。1925年、ようやく戦争は終結した。
この戦争で20万を越える戦力を投入し、4万名を越える戦死者を出したスペイン陸軍は威信を大きく失った。軍備は大幅に削減され、軍部が不満を抱き、国内政治は混乱して革新勢力が台頭し始めていく。この混乱は最終的に人民戦線政府の成立と軍部の反乱という最悪の事態に結び付いてしまう。
スペイン内戦の勃発は、第三次リーフ戦争の終結から4年後のことであった。

### 20世紀
陸軍の人員は17万人の徴集兵も含めて、1987年までに24万人までとなった。（それ以前は28万人程度で維持されていた）。さらに政府は、1991年までに19万5千人以下に削減することが求められた。スペイン本土以外には1万9000人が駐留しており、セウタとメリリャに駐屯した。これらは、スペイン外人部隊と他の専門部隊に加えて、北アフリカ人正規連隊4個を含む。さらに1万人はカナリア諸島に、5800人はバレアレス諸島の防衛に割り当てられた。
スペイン外人部隊（1920年にフランス外人部隊にならってモロッコにて編成される）が、陸軍参謀総長の直接の指揮下にあり、スペイン陸軍の中でも精鋭で知られた存在であった。しかし、1987年までに連続して再編制された結果、外人部隊は総員6500の人にまで縮小された。ただし、隊員はすべて志願兵からなり、かつ他部隊よりも職業軍人の員数を多めにするよう配慮された。非スペイン系の隊員（その構成比は全体の10パーセントを上回ることはなかった）の補充は、1986年にいったん終了し、すでに勤務していた外国籍の隊員はそのまま残留となる。
スペイン外人部隊は4個のテルシオを基幹単位とし、その部隊規模は連隊と旅団の中間にあたる単位である。テルシオの長は大佐が指定された。第1テルシオと第2テルシオは、メリリャとセウタ（北アフリカ）駐屯軍の主力を構成した。各隊は自動車化大隊が削減されたのち次のような編制となった。1個自動車化大隊、1個機械化大隊、対戦車中隊及び本部中隊からなる。第3テルシオ（カナリア諸島）は、2個機械化歩兵大隊と本部中隊から成る。第4テルシオは、マラガの近郊に駐屯しており、外人部隊本部で全般支援から戦闘部隊まで多様な部隊からなる。
国防省は、完全に志願兵から成る緊急配備部隊の創設を計画した。この部隊（スペイン外人部隊、落下傘旅団、空中機動旅団と海兵隊を含む）は、命令下達後、12時間で世界の紛争地帯に投入できる。しかし、海空軍は十分な数の輸送機と輸送艦船を保有していないため、その能力が制限される原因となっている。
1980年代中頃から実施された新規調達計画にもかかわらず、依然として武器と器材の供給は足りていなかった。なにより当時のスペイン陸軍は他のNATO諸国軍の標準的装備を満足に保有せず、新旧兵器の混合状態であった。戦車の総数は700両のアメリカ製戦車（M47パットン、M48パットン）および（フランコ時代に導入が決定され、1974年から1983年にかけてライセンス生産による調達が進められた）AMX-30が300両を保有していた。陸軍は、1990年代中ごろには第3世代主力戦車を採用することが重要であることを痛感していたが、数度にわたる検討の末、AMX-30の近代化計画（新しくドイツで設計されたディーゼルエンジンと通信設備、増加式爆発反応装甲とレーザー火器統制装置へのグレードアップ）が延期とされ、レオパルト2が採用されることとなった。

### 1985年の状況と装備
この年に、スペイン陸軍は、4万5000人の削減を含む再編成を実施した。1個機甲師団（1個機甲旅団と2個予備機甲旅団）、1個機械化師団、他に5個旅団（落下傘部隊、機甲（または空中機動）歩兵連隊、砲兵隊な様々な編制となる）が改編の対象となった。
- 山岳師団 × 2個
- アルピネ旅団 × 1個
- 歩兵連隊 × 9個（各連隊の編制：3個歩兵大隊、1個砲兵群、1個偵察中隊、1個工兵中隊、1個通信中隊）
- テルシオ × 4個
- 全般砲兵隊 × 1個
- 砲兵連隊 × 2個
- 地域防備旅団 × 1個（5個沿岸砲兵連隊からなる）

他は以下の通り。バレアレス諸島（3個歩兵連隊と支援部隊）、カナリアス諸島（第1テルシオと3個歩兵連隊）、セウタとメリリャ（第3テルシオと2個アフリカ連隊）。
当時の装備
- 戦車：M47E/E1/E2、M48A5E、AMX-30E、M41
- 装甲車：AML60、AML90、VEC、BMR600、BLR、M113
- 火砲：M108、M56（105mm）、M109、M44、M114、M59（155mm）、M107（175mm）、M110（203mm）、MLR Teruel 1（140mm）、L21（216mm）、L10（300mm）
- 沿岸砲：88、152、203、305、381mm
- 迫撃砲：エスペランサ 60、81、120mm、M125（81mm）、M125A1（120mm）
- 対空火器：M55 12,7 mm、20mm GAO-B1、35mm GDF、40mm L70、M117 90mm.AMX-30搭載型ローランド、ホーク、ナイキ・ヘラクレス。
- 対戦車火器：89mmロケット発射装置M65、40RLC 106mm、ATGWコブラ、ミラン、HOT、TOW、M47ドラゴン
- 小銃：M41/59 7,62 mm（セトメ モデロA 7,62 mm）
- 航空機：UH-1B/H、Aluette III、BO105、AB.212、O-58、CH-47

### 1991年の状況と再編制
1982年から1988年にかけて議論されたMETA計画（スペイン軍近代化計画）が断行されることとなった。隊員は27万9000人から23万人まで削減され、地方軍は9個から6個に、旅団は24個から15個まで削減が決められ、FII（野戦軍）とDOT（地域防衛軍）が新編された。
5個師団は、上記の旅団のうちの11個を有した。
- 第1ブルネテ機甲師団
- 第2グスマン・エル・ブエノ自動車化歩兵師団
- 第3マエストラスゴ機械化歩兵師団
- 第4ウルゲル山岳師団
- 第5ナバラ山岳師団

3個独立部隊は、以下の通り。ハラマ落下傘旅団、空中機動旅団、カスティリーホス騎兵旅団（軽装甲化）。カナリア諸島とバレアレス諸島に9000人、セウタとメリリャに7000人。6個群と3個中隊、特殊部隊（GOEとCOE）。標準の地区構造は、以下の通り。
師団は、1万2000から1万7000人からなり、師団司令部付大隊、1個軽装甲騎兵連隊、2個また3個旅団、2個群（12個から18個中隊からなる）砲兵連隊、1個偵察隊と支援部隊（工兵大隊、NBC隊、輸送隊）からなる。
旅団は、3000から5000人からなり、3個または4個歩兵大隊、1個砲兵群と支援部隊で構成される。
当時は、戦車850両を保有していた（AMX-30E×299両、M48A5E1×164両、M47E1×325両、M47E2×46両。CFE協定により最大794両に削減されることとなった。
AMX-30Eは、1974年から1983年にかけてサンタバーバラ国営会社でライセンス生産された（ノックダウン生産もあり）。各国の第3世代戦車対抗策としてその内の150両に、増加装甲が付加され（爆発反応装甲）、新型火器統制システム（レーザー測距器と弾道計算用コンピュータ搭載）、以上の点を改善したAMX-30E2に改良される計画であった。総経費は、300億ペセタの見積もりであった。レオパルト1（MTU-833、840馬力）と同じZFLSG-3000自動変速装置にかかる請求の80％以上は、問題のある国産イスパノ・スイザHA-110エンジンと機械式変速装置の置き換えについての費用であった。
M47E1とE2はオリジナルのガソリンエンジンを外しディーゼルエンジンに置き換えられた。M47E2とM48A5E1は105mm砲を装備、他に夜間暗視装置も搭載されたが旧式化は否めず、これらの戦車を更新することとなった。おりしも、米軍の近代化のための用途廃止となったM60A1が272両、M60A3が260両を輸入できた。段階的に更新して、最終的に用途廃止となったM47とM48は、パキスタンとボリビアに輸出された。
13個騎兵連隊、40個歩兵連隊、7個軽装甲部隊、4個機甲連隊、1個学校他、スペイン外人部隊は、外人部隊司令部と4個テルシオ、隊員7,000人からなっていた。

### 21世紀
2001年に義務徴兵制度から志願制度に移行した。参謀総長命令第59号に従う再編制の結果、2005年4月4日に2個の戦闘単位に分離された。2007年現在約9万5600人、予備役約26万5000人が所属。一方外人部隊では外国籍隊員の採用を再開した。
スペイン陸軍は2006年から2009年前半期に大規模な改編を実施したが、2017年1月1日に軽戦力集団をカスティヨス機械化師団に、重戦力集団をサンマルシャル機甲師団に、それぞれ改編している。

## 組織
- 陸軍参謀本部
- 地上軍高即応部隊司令部（スペインNATO緊急展開軍団）　在バレンシア県ベテラ
- 地上部隊司令部　在アンダルシア州セビリア
  - カスティヨス機械化師団　在マドリード州マドリードラティーナ区、エクストレマドゥーラ通りクアトロ＝ビエントス
    - 第2アルフォンソ13世外人部隊旅団　在アルメリア県ビアトール、マラガ県ロンダ
    - 第6アルモガバルス落下傘軽歩兵旅団　在マドリード州パラクエリョス・デ・ハラマ、ムルシア州ハバリ・ヌエボ
    - 第7ガリシア空中機動軽歩兵旅団　在ポンテベドラ県ビリャゴア、アストゥリアス州シエロ
    - 山岳部隊司令部　在ウエスカ県ハカ、ナバラ州ベリオプラノ、バルセロナ、ジローナ県サン・クレメンテ・セスセベス

  - サンマルシャル機甲師団　在ブルゴス
    - 第1アラゴン旅団　在サラゴサ
    - 第10グスマン・エル・ブエノ機械化歩兵旅団　在コルドバ県セロ・ムリアノ
    - 第11エクストレマドゥーラ機械化歩兵旅団　在バダホス県ボトア、バダホス市
    - 第12グアダラマ機甲歩兵旅団　在マドリード
    - 第12偵察騎兵連隊「ファルネシオ」　在バリャドリッド県サントベニア・デ・ピスエルガ

  - バレアレス管区師団　在パルマ・デ・マヨルカ
  - セウタ管区師団　在セウタ
  - メリリャ管区師団　在メリリャ
  - その他の部隊
    - 通信旅団
    - 陸軍航空隊司令部　在マドリード州コルメナル・ビエホ
    - 防空砲兵団司令部　在マドリード
    - 工兵団司令部　在サラマンカ
    - 特殊作戦団司令部　在アリカンテ

  - カナリアス集団
  - 兵站作戦部隊司令部　在ア・コルーニャ
    - 兵站旅団司令部　在サラゴサ
    - 衛生旅団司令部　在マドリード
- 陸軍後方支援本部
- 人事本部
- 教義訓練本部
- 陸軍監察本部
- 会計局

## 階級
| 士官                        |                               |  |                |
| 元帥格の陸軍大将            | Capitán General               |  | OF-10          |
| 陸軍大将                    | General de Ejército           |  | OF-9           |
| 陸軍中将                    | Teniente General              |  | OF-8           |
| 陸軍少将                    | General de División           |  | OF-7           |
| 陸軍准将                    | General de Brigada            |  | OF-6           |
| 陸軍大佐                    | Coronel                       |  | OF-5           |
| 陸軍中佐                    | Teniente Coronel              |  | OF-4           |
| 陸軍少佐                    | Comandante                    |  | OF-3           |
| 陸軍大尉                    | Capitán                       |  | OF-2           |
| 陸軍中尉                    | Teniente                      |  | OF-1           |
| 陸軍少尉                    | Alférez                       |  | OF-1           |
| 少尉候補生 / 女性少尉候補生 | Caballero/Dama Alférez Cadete |  | OF-D           |
| 学生 / 女性学生             | Caballero/Dama Cadete         |  | Oficial cadete |
| 准士官および下士官          |                               |  |                |
| 陸軍上級准尉                | Suboficial mayor              |  | OR-9           |
| 陸軍准尉                    | Subteniente                   |  | OR-9           |
| 陸軍曹長                    | Brigada                       |  | OR-8           |
| 陸軍一等軍曹                | Sargento Primero              |  | OR-7           |
| 陸軍二等軍曹                | Sargento                      |  | OR-6           |
| 陸軍上級伍長                | Cabo Mayor                    |  | OR-5           |
| 陸軍一等伍長                | Cabo Primero                  |  | OR-4           |
| 兵卒                        |                               |  |                |
| 陸軍二等伍長                | Cabo                          |  | OR-3           |
| 陸軍一等兵                  | Soldado de primera            |  | OR-2           |
| 陸軍二等兵                  | Soldado                       |  | OR-1           |

## 兵科
スペイン陸軍の将兵は大きく4つの兵団に区分され、その内部に各兵科がおかれている。
- 一般戦闘兵団（CGA）
  - 歩兵科
  - 騎兵科
  - 砲兵科
  - 工兵科
- 経理兵団（CINT）
- 理工技術兵団（CIP）
- 特技兵団（CE）

以下は国軍共通の兵科。
- 法務科
- 衛生科
- 監察科
- 音楽科
- 宗教科

以下は陸軍の特定部隊と機関。
- 陸軍参謀本部
- 陸軍士官学校
- 陸軍下士官学校
- 海洋中隊
- 土着民正規兵部隊
- 外人部隊
- 後方支援部隊
- 陸軍航空隊
- 憲兵隊

## 装備
以下は2007時点における内容。

### 車両
- AMX 30E戦車 × 90輌
- M60A3TTS戦車 × 244輌
- レオパルト2EA6戦車 × 320輌
- ピサロ歩兵戦闘車 × 356輌

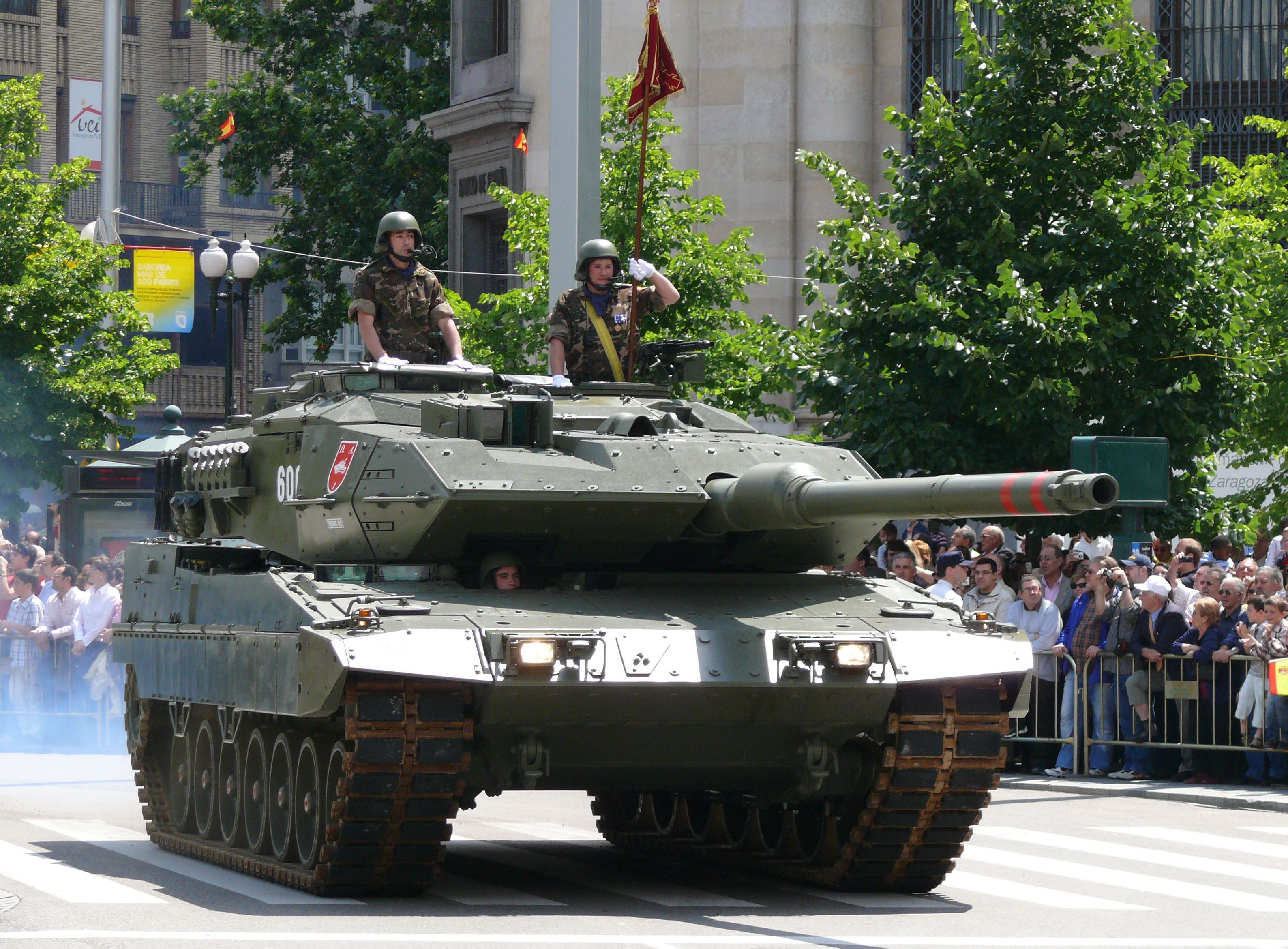
レオパルト2E

- M113A2装甲兵員輸送車 × 1213輌
- チェンタウロ戦闘偵察車 × 84台
- BMR装甲兵員輸送車 × 566台
- VEC-M1装甲車 × 208台
- イヴェコ LMV
- サンタナ・アニバル SUV
- VAMTAC
- CZ25/10装甲工兵車
- スズキ・DR-Z400

### 火砲
- C90 (携行対戦車弾)
- C-100無反動砲
- ECIA L65/60迫撃砲
- ECIA L65/81迫撃砲
- ECIA L65/105迫撃砲
- ECIA L65/120迫撃砲
- M109 155mm自走榴弾砲
- M110 203mm自走榴弾砲

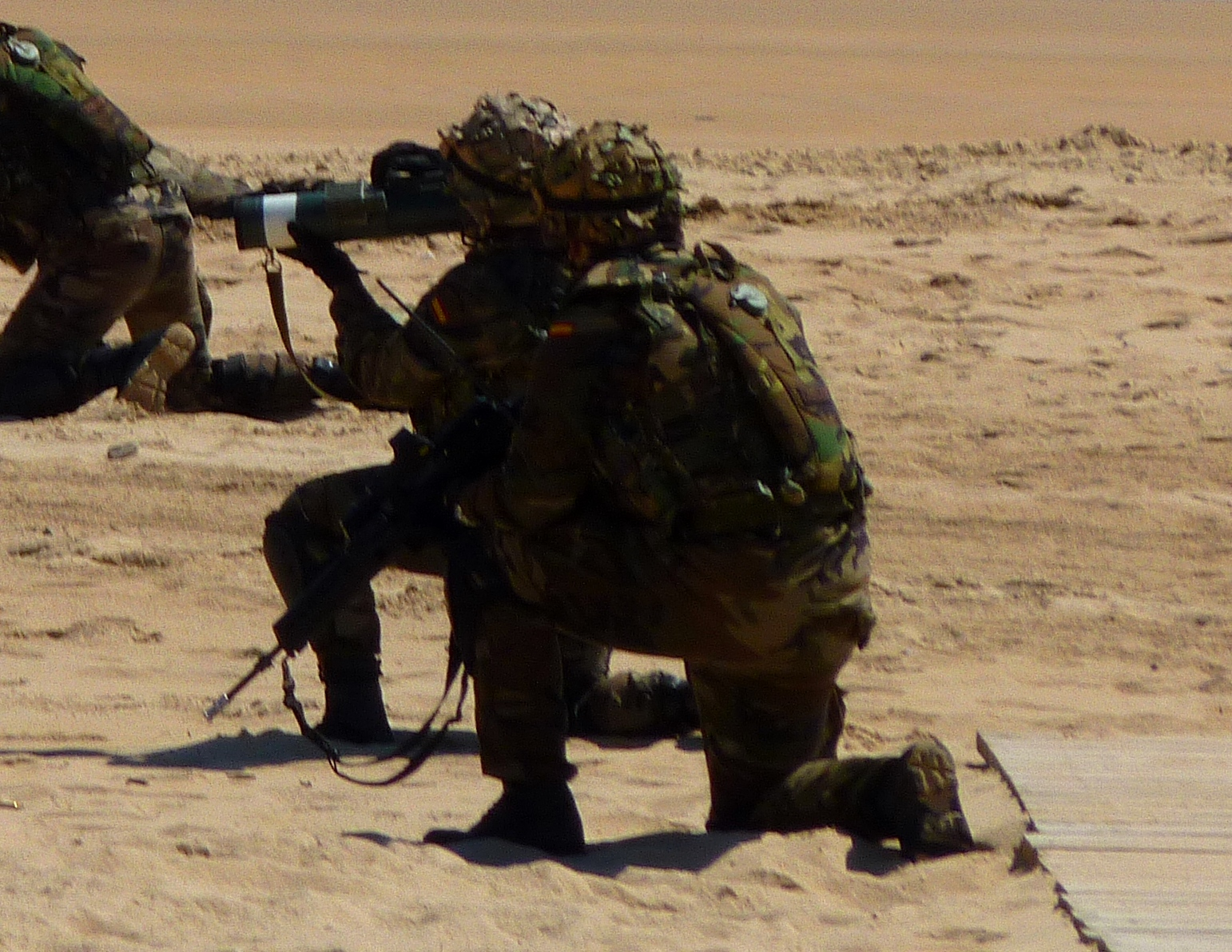
C90を構える兵士

- オート・メラーラMod56 105mm榴弾砲
- L118榴弾砲
- タレル MRL
- 高機動ロケット砲システム
- SantaBárbaraSistemas155/52(サンタバーバラシステムズ)

### ミサイル
- スパイクATM
- ミランATM - スパイクへ更新中
- BGM-71 TOW ATM
- MIM-23 ホークSAM
- MIM-104 ペトリオットSAM
- ローランドSAM
- ミストラルSAM
- スカイガード=アスペイドSAM
- NASAMS SAM

### 航空機

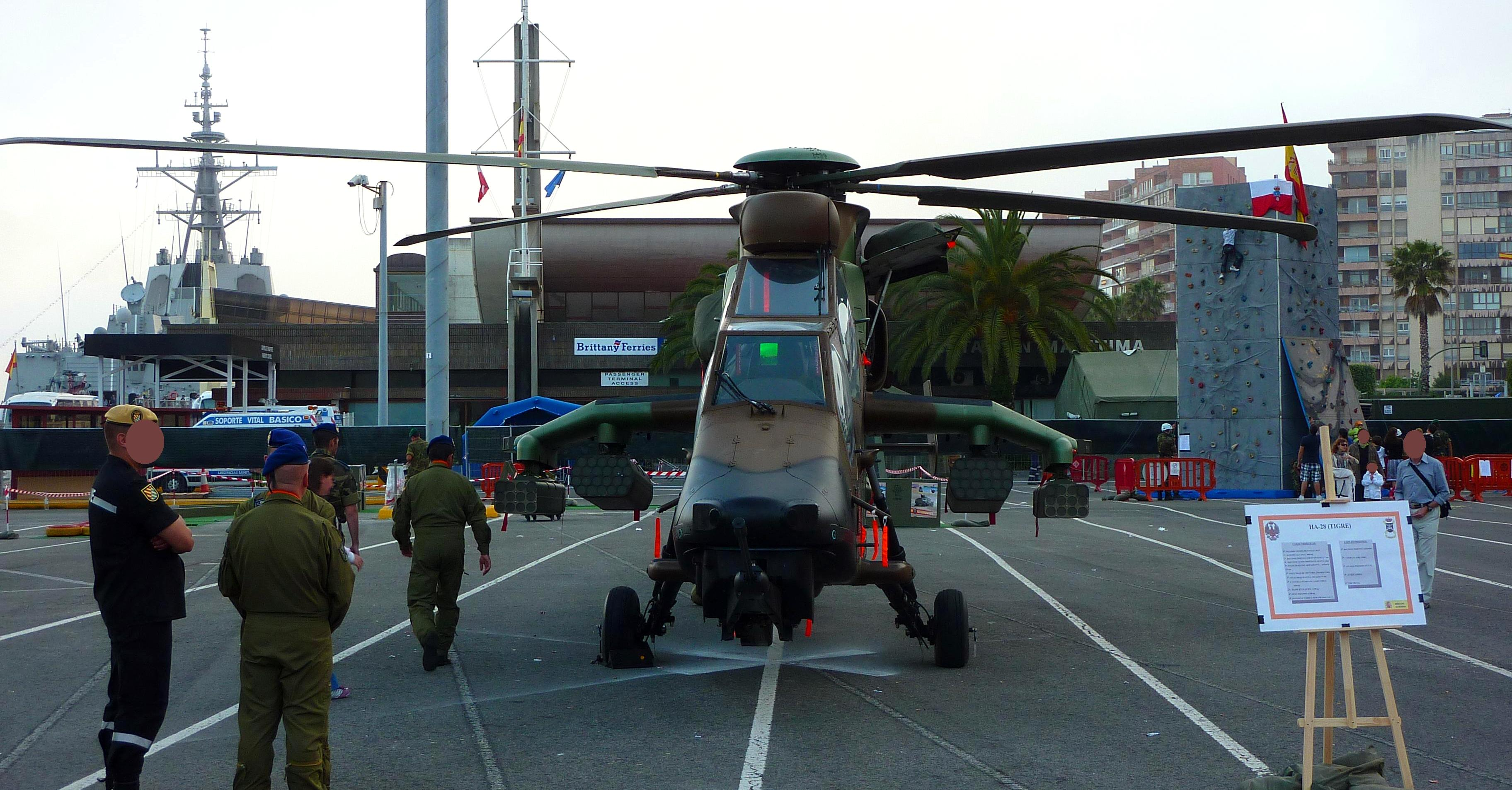
ティーガー戦闘ヘリコプター

- ボーイング CH-47輸送ヘリコプター × 18機
- アエロ・スパシアル AS-332輸送ヘリコプター × 29機
- ユーロコプター AS-532汎用ヘリコプター × 20機
- Bo 105汎用ヘリコプター × 40機
- UH-1H汎用ヘリコプター × 50機
- ユーロコプター ティーガー戦闘ヘリコプター × 3機（最終的に計24機調達予定）
- NHインダストリーズ NH90汎用ヘリコプター × 0機（最終的に計48機調達予定）
- ユーロコプター EC 135汎用ヘリコプター

### 小火器
- H&K USP拳銃
- H&K MP5短機関銃
- H&K G36小銃
- セトメ モデロL小銃
- セトメ アメリ分隊支援銃
- H&K MG4汎用機関銃
- ラインメタルMG3汎用機関銃

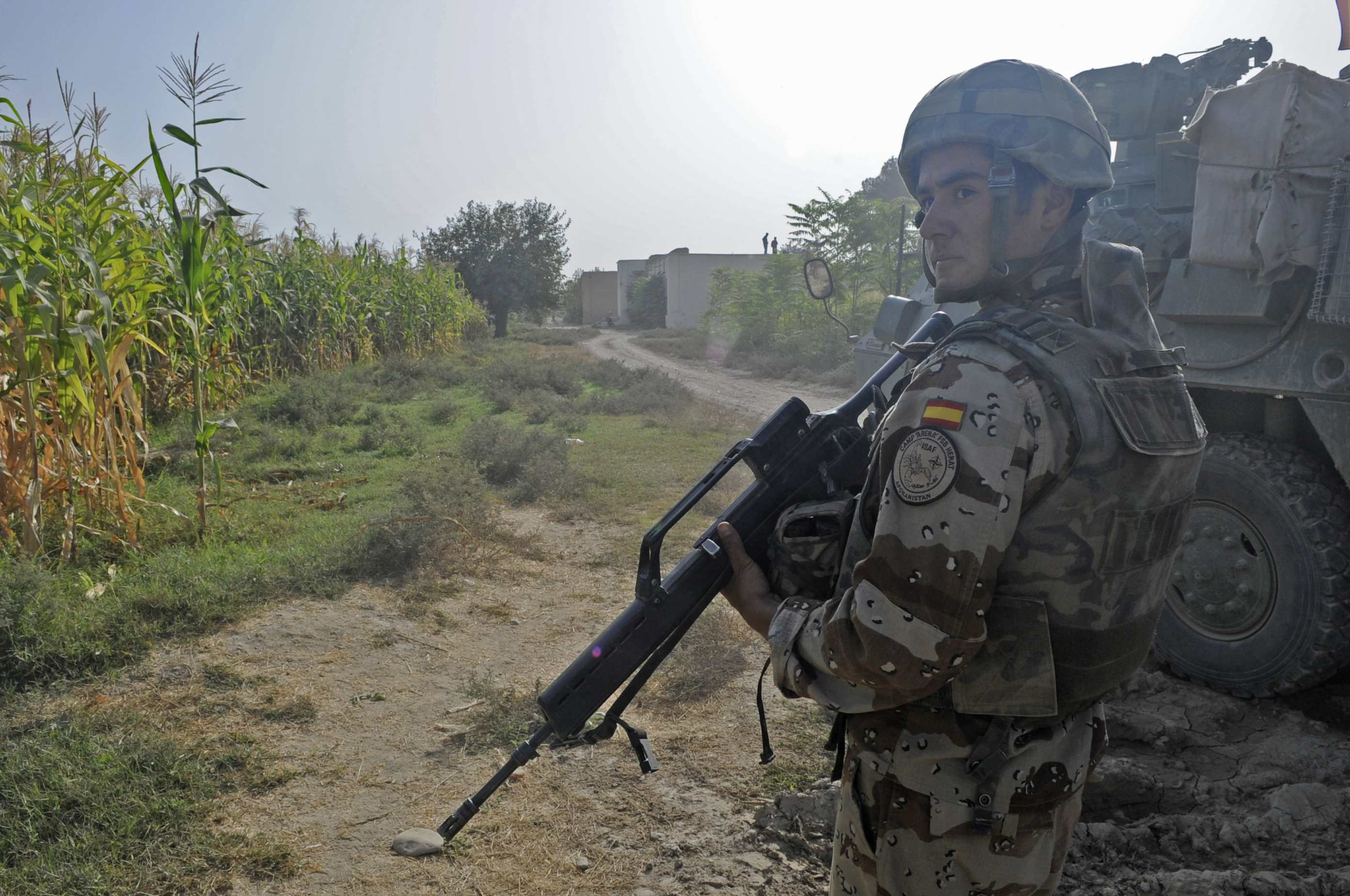
G36を装備したスペイン軍兵士

- アキュラシー・インターナショナル AWP対人狙撃銃
- バレットM95対物狙撃銃
- 12.7mm重機関銃M2